# マイク・ドロップ

2016年のホワイトハウス記者協会ディナーでのバラク・オバマ大統領による「マイク・ドロップ」パフォーマンス

マイク・ドロップ (Mic Drop) は、パフォーマンスやスピーチの最後に意図的にマイクロフォンを落として勝利をアピールするジェスチャーである。イベントの成功や勝利を表す表現であり、自分のパフォーマンスに対する自信を示している。

## 歴史
1980年代にラッパーとコメディアンが主にこのパフォーマンスを披露したのがはじまりとされる。1983年にはエディ・マーフィが、自身の出演するスタンドアップショー「Delirious」で見せたマイクドロップは初期の姿の一つである。
時は流れ、マイクドロップは2012年から大々的な人気を謳歌している。2012年、元米国大統領バラク・オバマが「レイト・ナイト・ウィズ・ジミー・ファロン」で見せたマイクドロップは、インターネット上でミームとなった。
2016年4月1日、Googleはエイプリルフール記念に、Gmailの「マイクドロップ」機能を導入した。ユーザーが返信を送信するときに、マイクドロップをするミニオンズのキャラクターのGIFファイルを同封して送ると、以後そのメールの受信者から来る返信を一切見ることができなくなる（迷惑メール防止機能）。しかし、一部のユーザーから苦情が寄せられ、誤ってこの機能を使用した結果、職を失ってしまったという報告もあったため数時間以内に削除された。